# A Tempestade (pintura)
A Tempestade, em italiano:  La tempesta, é uma famosa pintura renascentista, obra do pintor italiano Giorgione de 1508.

## Visão geral e significado
Encomendada pelo nobre Gabriel Vendramin, A Tempestade é uma das obras mais enigmáticas da história da arte
. É considerado por unanimidade como autoria de Giorgione, mas seu significado, porém, é o que tem dado origem a uma discussão mais aprofundada. Existem várias hipóteses sobre o significado da obra, a partir da representação de diferentes episódios bíblicos, mitológicos ou mesmo uma representação alegórica da fortuna, coragem, ou caridade
No inventário da família Vendramin, estava listado como Mercúrio e Ísis. Também foi identificado como um tema inspirado no Poliphili de Francesco Colonna e até mesmo como o achado de Moisés. Poderia ser uma cena da infância de Paris, ou o mito de Páris e Enone, ligado ao romance pastoral. Outras teorias afirmam que é um retrato do próprio pintor e de sua família.
Segundo o professor italiano Salvatore Settis, a cidade ao fundo representaria o Jardim do Éden, as duas figuras seriam Adão e Eva com seu filho Caim. O relâmpago, baseado na mitologia grega e na religião judaica, representaria Deus, expulsando-os do Éden. As colunas quebradas, portanto, referem-se à mortalidade dos homens como condenação pelo pecado original.
Por outro lado, segundo Waldemar Januszczak, trata-se do mito de Deméter e Yasion, e a criança seria seu filho Pluto; o raio, então, simbolizaria Zeus. Este crítico argumenta, além disso, pela aparição na caixa de uma Grou, símbolo de Deméter, no teto do prédio ao fundo.